# Đại học Da Vinci
Đại học Da Vinci là một trường đại học tư thục của Ba Lan tại Poznan.

## Lịch sử
Ngày 10 tháng 6 năm 1996, Bộ trưởng Bộ Giáo dục đã cấp phép thành lập Trường Cao đẳng Nhân văn và Báo chí ở Poznan, nơi người khởi xướng và người sáng lập là Piotr Voelkel. WSNHiD được đưa vào danh sách các trường đại học tư nhân với số 90. Trong cùng năm đó, những sinh viên đầu tiên bắt đầu được đào tạo theo hướng khoa học chính trị và khoa học xã hội. Hai năm sau, WSNHiD đã thêm một hướng đi mới - quan hệ quốc tế. Năm 2000, trường phát triển thêm ngành xã hội học và nghiên cứu văn hóa, và trong năm sau là ngành khoa học máy tính. Năm 2006, trường được ủy quyền giáo dục về lý thuyết giáo dục.
Vào tháng 7 năm 2004, một thỏa thuận đã được ký kết với Viện nghiên cứu và giảng dạy liên doanh của Viện phương Tây, trong khi vào tháng 2 năm 2008 WSNHiD đã thiết lập quan hệ hợp tác chặt chẽ với Đại học Khoa học Xã hội và Nhân văn tại Warsaw. Vào tháng 6 năm 2014, WSNHiD và Viện phương Tây tại Poznań đã ký một thỏa thuận thành lập một Trung tâm Khoa học dưới tên Trung tâm Nghiên cứu và Khoa học.
Năm 2014, Trường Nhân văn đã đổi tên thành Đại học Da Vinci.

## Hiệu trưởng
- 1996 - 1999: TS. Kazimierz Robakowski, giáo sư UAM
- 1999 - 2002: TS. Anna Michalska, giáo sư. WSNHiD
- 2002 - 2008: giáo sư Waldemar Łazuga
- 2008 - 2012: giáo sư Karol Olejnik
- 2012 -. . .: tiến sĩ. Krzysztof Nowakowski